# Carex digitalis
Espèce
Classification phylogénétique
Statut de conservation UICN

 LC  : Préoccupation mineure
Le Carex digital (Carex digitalis) est une plante nord-américaine de la famille des Cyperaceae.